# Agrilus benjamini
Agrilus benjamini es una especie de insecto del género Agrilus, familia Buprestidae, orden Coleoptera, descrita por Fisher, 1928.
Se encuentra en el suroeste de Estados Unidos. Los adultos se encuentran en Quercus alba y Quercus macrocarpa. No es muy común.